# Västlig rit
Västlig rit eller latinsk rit är en samlingsbenämning på den latinska kyrkans (även kallad västkyrkan) gudstjänstliv eller samtliga liturgiska riter. Man kan även tala om traditioner ifråga om gudstjänst. Utmärkande för västliga riter var länge latinet som liturgiskt språk (därav uttrycket "latinsk rit"), men sedan ett halvsekel firas de vanligtvis på folkspråket. Uppdelningen mellan öst- och västkristna, och därmed mellan grekisk/östlig och latinsk/västlig rit, går tillbaka på uppdelningen av det romerska riket i en östlig, grekisk del och en västlig latinsk. De västliga riterna skall dock inte förväxlas med romersk-katolska kyrkan, lika litet som de östliga riterna skall förväxlas med de ortodoxa kyrkorna. Frågan om den stora schismen 1054 är skild från frågan om de olika liturgiska riterna, och det finns östligt ortodoxa kyrkor som har underliggande jurisdiktioner med västlig rit.

## Allmänt
De latinska riterna (liturgitraditionerna) är vanligtvis knutna till ett visst stift eller annat geografiskt område. Många latinska riter och bruk använder samma eukaristibön (kanon) som den romerska ritus, men den mozarabiska ritens eukaristibön skiljer sig helt från den romerska kanon. Detta gäller även gallikansk rit. Ambrosiansk rit (och keltisk rit, som sedan länge är utdöd) innehåller inskott i eukaristibönen som saknas i den romerska kanonbönen. Två västliga riter inom de ortodoxa kyrkorna använder eukaristiböner som, i bearbetat skick, har anglikanska rötter. Gemensamma drag för västliga riter är den västliga kyrkoarkitekturen, traditioner gällande liturgiska kläder, bruket av osyrat bröd och orgel samt prästcelibatet, på vilka punkter de östliga riterna skiljer sig. Ortodoxa jurisdiktioner som använder västlig rit tillåter dock prästäktenskap, och detta gäller även anglikanerna och många av de småsamfund som gör bruk av västlig rit.
Med rit (latin: ritus) avses egentligen en regions helt självständiga gudstjänstordning, medan ordet bruk (latin: usus) brukar användas om mindre varianter förekommande i ett geografiskt områdes version av en ritus. I strikt mening är exempelvis Sarumriten och de olika ordensriterna inte riter utan skilda bruk inom den romerska riten.

### Före schismen 1054
Kristet gudstjänstliv norr om alperna präglades före 750-talet av gallikansk rit, som är nära släkt med den, på iberiska halvön ännu förekommande, mozarabiska riten. Sedan 750-talet, då den romerska liturgin  (den latinske patriarkens liturgi, se romersk rit) blev dominerande i Frankerriket, har antalet utövare av romersk rit vida överskuggat andra västliga riter.

### Romersk-katolska kyrkan
Trientkonciliet (1500-talet), som oroade sig för en eventuell urvattning och protestantisering av liturgin, stadgade att de latinska riterna skulle ses över för att vid behov rensa ut tvetydiga, sentida tillägg och således återställa en trogen tradition för varje latinsk rit. De liturgiska böckerna för varje latinsk rit skulle sedan nytryckas. Latinska riter som i denna process inte kunde uppvisa en ålder och kontinuitet om minst 200 år förbjöds till förmån för den romerska riten. Övriga latinska riter bekräftades.
Under upplysningstiden, franska revolutionen och Napoleonkrigen dukade många stiftsegna riter under, varför den romerska riten med tiden blev mera utbredd inom den latinska kyrkan, åtminstone vad gäller mässans utformning. Under upplysningstiden antogs emellertid ett antal nygallikanska breviarier (som, namnet till trots, inte var släkt med de fornkyrkliga gallikanska officierna) i franska stift. Det sista av dessa, i stiftet Orleans, ersattes med Breviarium Romanum först 1875.
Efter Andra Vatikankonciliet och liturgireformen 1965 tilläts inom den romerska riten att vissa av mässans med kyrkoåret växlande delar firades på folkspråket. Paulus VI:s liturgi, införd 1969/1970, tillåter att liturgin i sin helhet firas på folkspråken. Jämte denna nya form av den romerska riten kvarlever dock den äldre, klassiska formen av den romerska riten (se Summorum pontificum och tridentinsk rit), vilken firas på latin. 
Några äldre ordnar behöll en egen rit efter kyrkomötet i Trient, men av dessa existerar endast kartusiansk rit i en nutida romersk-katolsk ordinarie form (sedan 1981)

### Anglikanska kyrkor
Sedan mitten av 1800-talet förekommer att anglikaner, helt eller delvis, firar gudstjänst enligt någon av de gamla västliga riterna. 
Från och med 1850-talet växte kloster och kommuniteter åter fram i de anglikanska kyrkorna. Medan domkyrkor och församlingskyrkor var ålagda att använda de anglikanska kyrkornas officiella gudstjänstbok, Den allmänna bönboken, gällde denna bestämmelse inte kommunitetskyrkor. Några av de anglikanska ordnarna, kongregationerna, brödraskapen och systraskapen valde att använda engelska översättningar av Breviarium Romanum, Breviarium Monasticum eller något av de nygallikanska breviarierna från 1700-talet. Några av dem valde att använda engelska översättningar av Sarumritens breviarium. Ytterligare några firade de två tideböner, ottesång och aftonsång, som återfinnes i Den allmänna bönboken, men kombinerade detta bruk med att fira dygnets återstående sex tideböner enligt något av de ovanstående alternativen.
Vid samma tid började delar av det anglikanska prästerskapet – de som tillhörde anglokatolicismen – att anse sig moraliskt förpliktigade att fira mässan enligt antingen Sarumriten eller den romerska riten, även om detta skulle strida mot den egna biskopens önskningar, med liturgiska stridigheter som följd.
I slutet av 1800-talet, och i synnerhet sedan en kunglig kommitté framlagt sitt betänkande i frågan 1904, började många anglikanska biskopar att betrakta denna rörelse med välvilliga ögon. I kraft av biskopens ius liturgicum (rätt att utfärda liturgiska bestämmelser gällande sitt stift)  i anglikansk kanonisk rättstradition, började många biskopar att tillåta dessa bruk, helt eller delvis, som godkända alternativ till den officiella gudstjänstordningen.
En starkare officiell ställning fick bruket av dessa västliga riter i några av de kyrkor som uppkommit genom anglikansk mission präglad av anglokatolicismen. Den koreanska anglikanska kyrkans mässordning från 1938 och den västindiska anglikanska kyrkans mässordning från 1959 återger i hög utsträckning romersk rit eller sarumrit (dock med den romerska kanonbönen ersatt av en anglikansk eukaristibön). Den anglikanska kyrkan i Ghana antog 1960 anvisningar för mässfirandet avsedda att användas tillsammans med en engelsk översättning av den romerska ritens mässa.
Efter 1969 splittrades strömningen bl.a. i en gren som fortsatte att fira den romerska mässans extra-ordinarie form och en gren som började att fira den ordinarie romerska mässan.
Denna strömning har försvagats avsevärt genom bildandet av s.k. ordinariat inom den romersk-katolska kyrkan, ämnade att ta emot anglikanska konvertiter till den romersk-katolska kyrkan, och låta dem fortsätta vårda ett gudstjänstliv som förenar anglikanska och romerska drag. Seden att fira mässan enligt någon av de västliga riterna har dock fortsatt i delar av den liberalt präglade anglikanska rörelsen Affirming Catholicism.

### Östligt ortodoxa kyrkors jurisdiktioner av västlig rit
Enligt östligt ortodoxt synsätt var Rom-patriarkatet ortodoxt före år 1054, och de västliga riterna före denna tidpunkt var ortodoxa. Med detta argument har västliga riter kommit att användas i östligt ortodoxa kyrkors jurisdiktioner för västlig rit under 1900-talet. Den Fransk-ortodoxa kyrkan (som, i tur och ordning, från 1937 utgjorde en jurisdiktion under Rysk-ortodoxa kyrkan, Ryska utlandskyrkan och Rumänsk-ortodoxa kyrkan, innan den 1993 uteslöts ur den östligt ortodoxa kyrkogemenskapen) rekonstruerade den fornkyrkliga gallikanska riten. Antiokias amerikanska ärkestift tillåter sedan 1960-talets början bruket av västlig rit, och Ryska utlandskyrkan tillåter bruket av västlig rit sedan 2003.

## Nutida stiftsriter i den romersk-katolska kyrkan
- Romersk rit (den dominerande riten inom katolska kyrkan. Endast de katoliker som tillhör denna rit kan korrekt refereras till som "romersk-katolska")
  - Ordinarie form
  - Extra-ordinarie form
  - Zaire-bruket
  - Det anglikanska bruket (Anglican Use) sedan 1984, utvidgat 2012
- Ambrosiansk rit (i Norditalien: ärkestiftet Milano och angränsande områden)
- Mozarabisk rit (på enstaka platser i Spanien)
- Bragansk rit (i ärkestiftet Braga i Portugal)
- Lyonesisk rit (i franska ärkestiftet Lyon) endast extra-ordinarie form

## Nutida ordensriter i den romersk-katolska kyrkan
- Dominikansk rit (Extra-ordinarie form)
- Cisterciensisk rit (Extra-ordinarie form)
- Kartusiansk rit
  - Ordinarie form
  - Extra-ordinarie form
- Karmelitisk rit (Extra-ordinarie form)
- Norbertinsk eller premonstratensisk rit (Extra-ordinarie form)

## Fornkyrkliga riter
Under fornkristen tid och tidig medeltid förekom andra latinska riter, som dock med tiden försvann:
- Nordafrikansk rit (som dog ut efter den arabiska invasionen på 600-talet)
- Gallikansk rit (som aktivt motarbetades av Pippin den lille)
- Keltisk rit (som övergavs långsamt och stegvis under 1100- och 1200-talet).

## Medeltida stiftsbruk
Sådana riter som dog ut p.g.a. reformationen och Trient-konciliets krav att endast bevara 200 år gamla riter är bl.a.:
- Sarumriten (engelsk medeltida rit ursprungligen från stiftet Salisbury)
- Yorkbruket
- Herefordbruket
- Durhambruket
- Uppsalabruket
- Linköpingsbruket
- Skarabruket
- Strängnäsbruket
- Västeråsbruket
- Växjöbruket
- Nidarosriten

Av dessa skulle emellertid Sarumriten återupplivas, helt eller delvis, utanför den romersk-katolska kyrkan av anglokatoliker under andra halvan av 1800-talet, och den används av några oberoende episkopala kyrkor. En bearbetad form av Sarumriten används sedan 2003 inom Ryska utlandskyrkans jurisdiktion för västlig ritus.

## Bruk utdöda före andra Vatikankonciliet
Till utdöda riter som överlevde för en tid efter 1570, hör bland annat:
- Kölns bruk
- Parisbruket

## Riter med anglikanska rötter
De anglikanska kyrkornas gudstjänstliv enligt Den allmänna bönboken har legat till grund för ett antal – bearbetade – riter (eller bruk) inom dels den romersk-katolska kyrkan, dels inom östligt ortodoxa kyrkors jurisdiktioner för västlig rit:
- Det anglikanska bruket (Anglican Use) i den romersk-katolska kyrkan sedan 1984, utvidgat 2012
- Den helige Tikhons liturgi i Antiokias ärkestift i USA sedan 1961
- Den engelska liturgin i Ryska utlandskyrkan sedan 2003

## Bruk med rötter i inkulturation
- Zaire-bruket är sedan slutet av 1970-talet ett liturgiskt bruk som används inom den romersk-katolska kyrkan i Zaire

## Relaterade artiklar
Riter inom katolska kyrkan